# Ba-a-a Express
Ba-a-a Express est un parcours de montagnes russes junior du parc d'attractions Europa-Park construit par les sociétés ART Engineering et Mack Rides. Elle se situe dans le quartier irlandais du parc et constitue une des nouvelles attractions de ce quartier offert au public en début de saison 2016. L'attraction est ainsi inaugurée le 13 juillet 2016.

## Caractéristiques
Suivant un parcours relativement calme et court, cette attraction est tout particulièrement destinée aux enfants, tout comme le reste du quartier irlandais. L'unique véhicule des montagnes russes est un train constitué de cinq wagons de deux places, pouvant donc transporter au total dix passagers. Le premier wagon prend la forme d'une locomotive à vapeur, et la mascotte du parc, Euromaus, sort par la cheminée de celle-ci.